# Плешкова, Юлия Михайловна
Юлия Михайловна Плешкова (род. 17 мая 1997 года, Елизово, Камчатская область, Россия) — российская горнолыжница, двукратная чемпионка России, двукратный призёр зимних Универсиад, призёр чемпионата мира среди юниоров 2018 года. Специализируется в скоростных дисциплинах.Участница Зимних Олимпийских игр-2022 в Пекине.
Училась в Дальневосточной государственной академии физической культуры.

## Спортивная биография

### 2010-е годы
Начала заниматься горными лыжами вместе с братом в раннем возрасте. Вначале тренером была мама, Татьяна Плешкова, затем тренер спортивной школы «Морозная» Кирилл Копылов. В юниорскую возрастную группу спортсменов попала благодаря способностям и упорному труду. Юлия считает, что спортсмены, занимающиеся горными лыжами, должны уметь всё: «хорошо бегать, прыгать, „тягать“ штангу, даже уметь танцевать — держать чувство такта и ритма».
Впервые выступила на чемпионате России в 2014 году. В 2016 году на чемпионате России в Терсколе завоевала три бронзовые награды — в скоростном спуске, супергиганте и комбинации.
В возрасте 18 лет принимала участие в чемпионате мира среди юниоров 2016 года в Сочи, заняла 20-е место в комбинации, в скоростном спуске и супергиганте не финишировала.
В 2017 году выступала на Универсиаде в Алма-Ате, заняла седьмое место в супергиганте и комбинации. Там же в составе сборной России завоевала бронзу в смешанных командах. В феврале 2017 года завоевала две бронзовые награды на чемпионате России в Архызе (скоростной спуск и комбинация). На чемпионате мира среди юниоров 2017 года в шведском Оре выступала во всех личных дисциплинах. Лучший результат — 15-е место в скоростном спуске с проигрышем чемпионке 1,73 сек.
8 февраля 2018 года стала бронзовым призёром юниорского чемпионата мира в швейцарском Давосе в скоростном спуске, уступив норвежке Кайсе Викхофф Ли и швейцарке Юлиане Зутер. Ранее за всю историю юниорских чемпионатов мира россиянки завоевали только одну награду — в 1992 году в Мариборе третьей также в скоростном спуске стала другая уроженка Елизово Светлана Новикова. Там же в Давосе Плешкова заняла 13-е место в комбинации, 20-е место в супергиганте, 29-е место в слаломе и 44-е место в гигантском слаломе. В марте 2018 года в Красноярске стала чемпионкой России в скоростном спуске, опередив ближайшую конкурентку на две с лишним секунды.
В феврале 2019 года впервые выступила на взрослом чемпионате мира в шведском Оре ещё до того, как дебютировала в Кубке мира. В супергиганте не сумела финишировать, а в скоростном спуске заняла 31-е место, проиграв чемпионке Илке Штухец 2,23 сек.
23 февраля 2019 года дебютировала в Кубке мира и сразу сумела попасть в 30-ку лучших и набрать очки, финишировав 26-й в скоростном спуске в швейцарской Кран-Монтане.
В марте 2019 года выступала на зимней Универсиаде в Красноярске, принимала участие только в непрофильном для себя гигантском слаломе, где заняла третье место.
В сезоне 2019/20 четыре раза попадала в топ-30 на этапах Кубка мира, лучшее достижение — 25-е место в скоростном спуске в канадском Лейк-Луизе 7 декабря (2,42 сек проигрыша победительнице Николь Шмидхофер).

### 2020-е годы
В сезоне 2020/21 шесть раз попадала в тридцатку лучших на этапах Кубка мира, лучшее достижение — 18-е место в супергиганте в Санкт-Антоне 10 января (2,28 сек проигрыша победительнице Ларе Гут-Бехрами). В феврале 2021 года на чемпионате мира в Кортине-д’Ампеццо заняла 27-е место в скоростном спуске (среди 30 финишировавших) и 30-е место в супергиганте (среди 39 финишировавших). По итогам сезона заняла 80-е место в общем зачёте Кубка мира.
2 марта 2021 года заняла второе место в супергиганте на этапе Кубка Европы в Италии, а на следующий день там же победила в этой дисциплине. Весной 2021 года на чемпионате России в родном Елизово выиграла золото в супергиганте, а также стала третьей в скоростном спуске (0,71 сек проигрыша Екатерине Ткаченко).
19 декабря 2021 года повторила свой лучший результат в Кубке мира, заняв 18-е место в супергиганте в Валь-д’Изере (1,56 сек проигрыша победительнице Софии Годже). 30 января 2022 года, на последнем предолимпийском старте в Кубке мира, вновь заняла 18-е место в супергиганте в Гармиш-Партенкирхене (0,84 сек отставания от третьего места). За выступления в сезоне 2021/22 ещё до Олимпийских игр набрала больше очков в зачёт Кубка мира (62), чем за всю карьеру до этого (52).
На Олимпийских играх 2022 года Плешкова заняла 27-е место в гигантском слаломе (более 7 сек проигрыша чемпионке), 18-е место в супергиганте (1,75 сек проигрыша чемпионке Ларе Гут-Бехрами), 20-е место в скоростном спуске (2,61 сек проигрыша чемпионке Коринн Зутер), 10-е место в комбинации (более 5 секунд проигрыша чемпионке).

## Результаты на крупнейших соревнованиях

### Зимние Олимпийские игры
| Олимпийские игры | Скоростной спуск | Супергигант | Гигантский слалом | Слалом | Комбинация | Команды |
| ---------------- | ---------------- | ----------- | ----------------- | ------ | ---------- | ------- |
| 2022 Пекин       | 20               | 18          | 27                | —      | 10         | 11      |

### Чемпионаты мира
| Чемпионат мира         | Скоростной спуск | Супергигант | Гигантский слалом | Слалом | Комбинация | Команды | Паралл. гигантский слалом |
| ---------------------- | ---------------- | ----------- | ----------------- | ------ | ---------- | ------- | ------------------------- |
| 2019 Оре               | 31               | DNF         | —                 | —      | DNS2       | —       | н/д                       |
| 2021 Кортина-д’Ампеццо | 27               | 30          | —                 | —      | DNS1       | —       | —                         |